# Evergestis isatidalis
Evergestis isatidalis ist ein Schmetterling aus der Familie der Crambiden (Crambidae).

## Merkmale
Die Falter haben eine Flügelspannweite von 28 bis 34 Millimeter. Auf der Stirn (Frons) befindet sich ein kuppelförmiger Vorsprung. Die Labialpalpen sind kurz und nach unten gerichtet. Kopf und Körper sind düster grauweiß oder bräunlich weiß. Der Vorderflügel ist länger und schmaler als bei den anderen europäischen Vertretern der Gattung Evergestis. Die Costalader ist leicht gekrümmt, der Apex ist spitz und der Flügelaußenrand ist sehr schräg. Die Flügel haben eine strohgelbe Grundfärbung und sind variabel bräunlich oder graubraun gesprenkelt. Das auffallendste Zeichnungselement ist ein dunkles Nierenmakel in dessen Nähe sich ein weniger deutlicher runder Fleck befindet. Die äußere Querlinie ist gekrümmt und leicht S-förmig. Sie besteht aus einer Reihe dunkler Punkte, die sich auf der Flügeladerung befinden. Entlang des Flügelaußenrandes sind zwischen den Aderenden kleine schwarze Punkte angelegt. Ein mehr oder weniger deutlicher schwarzer Strich am Flügelaußenrand ist manchmal als undeutliche wellige Subterminallinie verlängert. Die Fransenschuppen sind einfarbig und mit zwei dunklen Linien versehen. Der Hinterflügel ist relativ breit und je nach Lokalität gelblich bis weiß. Die äußere Querlinie ist dunkel und verläuft parallel zum Flügelaußenrand. Der Innenwinkel ist mit einem verwaschenen dunklen Fleck gezeichnet. Zwischen den Aderenden befindet sich eine Reihe schwarzer Punkte. Die Fransenschuppen sind einfarbig. Die Vorderflügelunterseite ist dunkler als die Hinterflügelunterseite. Beide Unterseiten sind mit einer schmalen, dunklen äußeren Querlinie gezeichnet. Die Fransenschuppen sind kaum gescheckt.
Bei den Männchen hat der Uncus eine stumpfe Spitze, die mit zurückgebogenen, haarartigen Borsten bedeckt ist. Der Gnathos ist dolchartig und besitzt fünf weit auseinander liegende apikale Zähne. Die Valven sind parallelwandig und haben eine behaarte Oberfläche. Der Apex ist schräg abgerundet und die Costa ist verdickt. Das Klammerorgan (Clasper) fehlt. Der Phallus ist an der Verzweigungsstelle höckerig, der distale Teil ist papillenartig und mit einem Paar langer, stachliger Bereiche versehen.
Bei den Weibchen ist das Corpus bursae gerade noch eiförmig und in der Mitte eingeschnürt. Die Signa sind unscheinbar. Der Ductus bursae ist gewunden und verjüngt sich in der Mitte abrupt. Das Antrum ist klein und trichterförmig.

## Verbreitung
Evergestis isatidalis kommt auf den Kanarischen Inseln, auf Porto Santo (Inselgruppe Madeira), im Mittelmeerraum und auf Island vor. In Nordafrika findet man die Art in Marokko und Algerien. Im Osten kommt sie in der Türkei, auf Zypern und im Iran vor.

## Biologie
Die Raupen entwickeln sich an Färberwaid (Isatis tinctoria), im Süden Spaniens auch an Acker-Rettich (Raphanus raphanistrum) und Senfrauke (Eruca vesicaria). An der Küste leben die Raupen von Februar bis März und im Hügelland von April bis Mai. Sie verpuppen sich in einem unterirdischen Kokon. Die Falter schlüpfen von Dezember bis Januar. Sie sind nachtaktiv und kommen ans Licht.

## Systematik
Aus der Literatur sind folgende Synonyme bekannt:
- Scopula isatidalis Duponchel, 1833
- Pionea conquisitalis Guenée, 1849

## Belege
1. 1 2 3 4 5 6  Barry Goater, Matthias Nuss, Wolfgang Speidel: Pyraloidea I (Crambidae, Acentropinae, Evergestinae, Heliothelinae, Schoenobiinae, Scopariinae). In: P. Huemer, O. Karsholt, L. Lyneborg (Hrsg.): Microlepidoptera of Europe. 1. Auflage. Band 4. Apollo Books, Stenstrup 2005, ISBN 87-88757-33-1, S. 85 (englisch).
2. 1 2  Patrice Leraut: Zygaenids, Pyralids 1. In: Moths of Europe. 1. Auflage. Volume III. NAP Editions, 2012, ISBN 978-2-913688-15-5, S. 198 (englisch).
3. ↑  Evergestis isatidalis bei Fauna Europaea. Abgerufen am 25. September 2013
4. ↑  Global Information System on Pyraloidea (GlobIZ). Abgerufen am 25. September 2013.